# Vallée d'Estaubé
Pour les articles homonymes, voir Estaubé.
La vallée d'Estaubé est une haute vallée glaciaire de la chaîne de montagnes des Pyrénées située administrativement dans la commune de Gavarnie-Gèdre en Lavedan dans le département français des Hautes-Pyrénées.

## Géographie

### Situation
Orientée sud-nord, la vallée s'étend sur environ 7,2 km avec une largeur entre 2,5 km et 3,5 km. Elle est coincée entre la vallée de Gavarnie à l’ouest, la vallée de Héas au nord et à l’est, le valle de Marboré et le valle de Pineta en Espagne au sud. La vallée se trouve dans le massif du Mont-Perdu et le massif de la Munia.
Elle est comprise entièrement dans la commune de Gavarnie-Gèdre.

### Topographie
Le cirque protège une petite plaine, le plã d'Ailhet, enserré entre :
- à l'est : la montagne du Chourrugue avec le Mounherran (2 783 m) et le Petit Gabiédou (2 639 m) ;
- à l'ouest : le pouey Arrabi entre le pic du Piméné (2 801 m), le pic Rouge de Pailla (2 780 m) et le pic de la Hosse (2 624 m) ;
- au sud : entre le Grand Astazou (3 071 m) et le Soum de Port Bieil (2 846 m).

On peut communiquer avec :
- à l’ouest la vallée de Gavarnie par la Hourquette d'Alans (2 430 m) ;
- au sud le valle de Marboré et el lago de Tuca Roya par la brèche de Tuquerouye (Tuca Arroja) (2 666 m) en passant au refuge de Tuquerouye ou par la brèche des Deux-Bornes.

La montée au port Neuf de Pinède (2 466 m) est appréciée pour la vue sur la face nord du mont Perdu (3 355 m) et la valle de Pineta.

### Hydrographie
La vallée est creusée par le gave d'Estaubé, un affluent gauche du gave de Héas qui alimente la retenue d'eau du barrage des Gloriettes (altitude 1 668 m, surface 13,5 ha ; mise en service en 1952). Le haut de la vallée se termine par le cirque d'Estaubé, le bas rejoint la vallée de Héas.

### Géologie
Il s'agit d'une ancienne vallée glaciaire dont il reste le glacier d'Astazou en fond de combe.

### Faune et flore

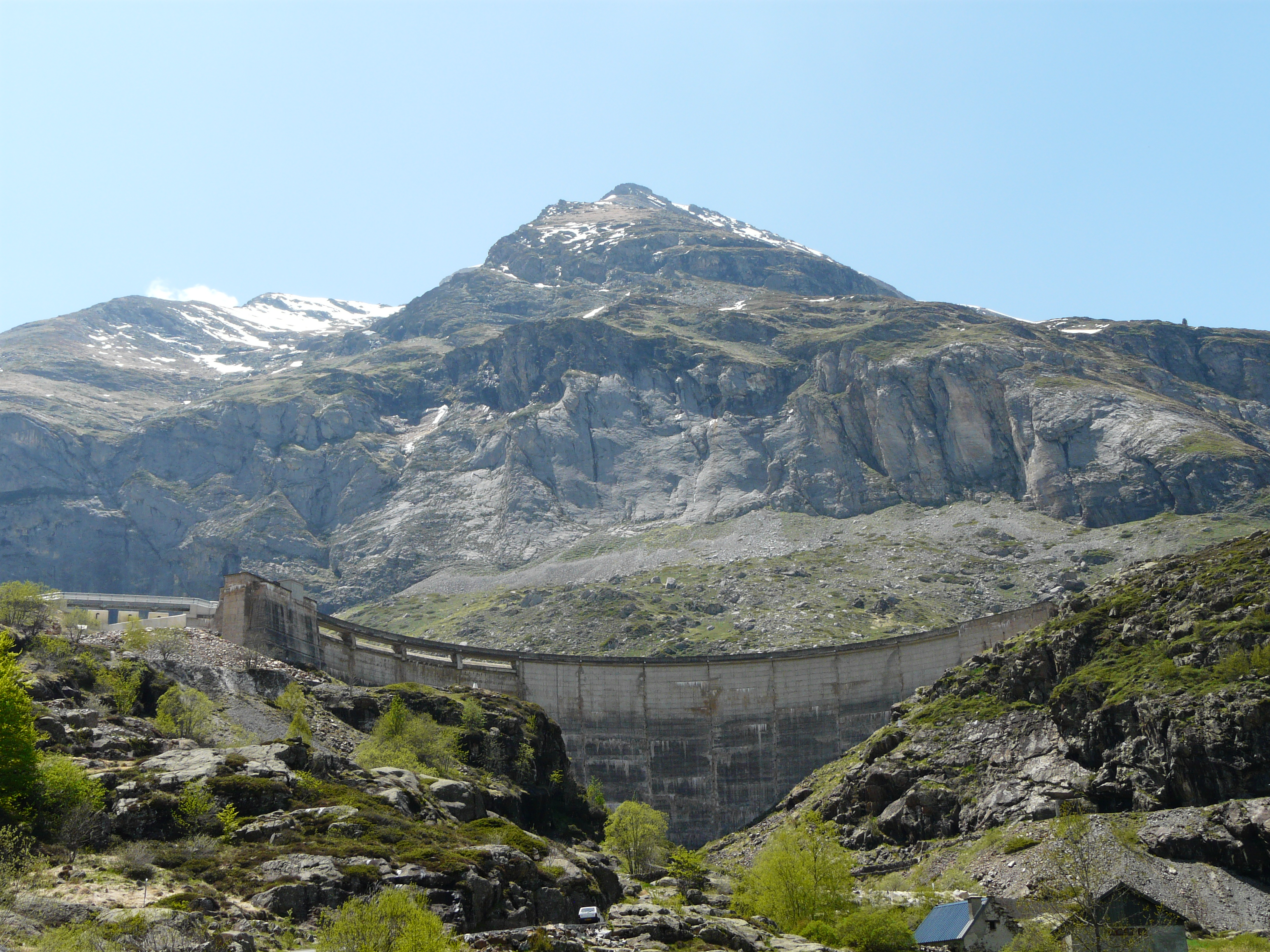
Gèdre : barrage des Gloriettes
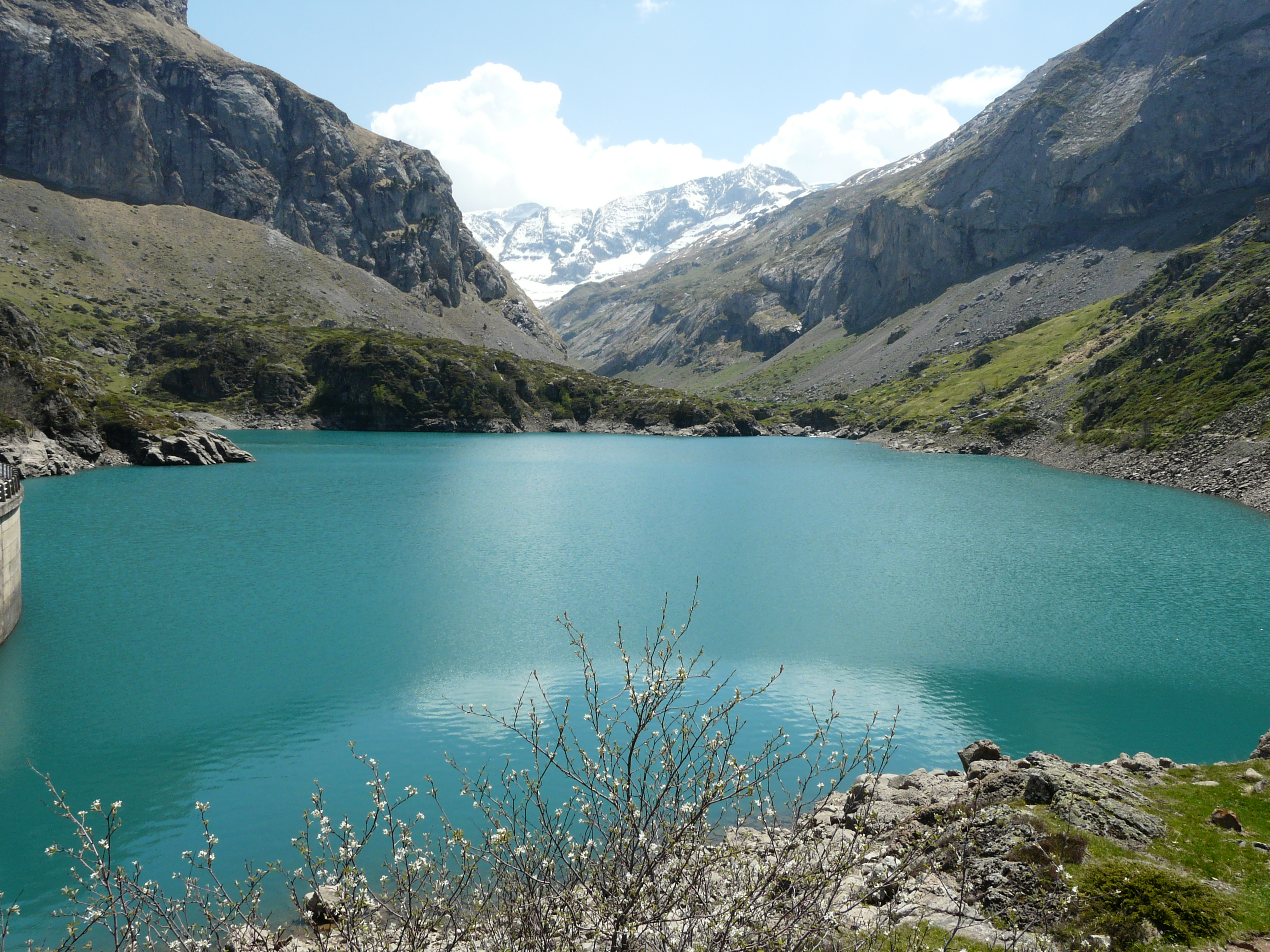
Le lac des Gloriettes

## Voies de communication et transports
On accède à la vallée depuis la route de Héas, au niveau des granges de Gargantan. Une route mène au barrage EDF des Gloriettes (cette route sera fermée aux véhicules pendant l'année 2010 pour cause de travaux au barrage). On contourne le lac des Gloriettes par la droite (rive gauche). C'est une randonnée agréable, un peu longue (3h l'A.R.) mais de faible dénivelé jusqu'au centre du cirque.
L'ascension de la brèche de Tuquerouye est difficile (crampons nécessaires) : 7h l'A.R.

## Estive d'Estaubé
La vallée d'Estaubé et les pentes qui la dominent sont un lieu d'estive pour des troupeaux bovins et ovins. Elle est gérée par la Commission syndicale de la Vallée du Barège créée en 1839 par ordonnance royale comme nombre de commissions syndicales pastorales des Pyrénées.